# 1723.
◄ | 17. stoljeće | 18. stoljeće | 19. stoljeće | ►
◄ | 1690-ih | 1700-ih | 1710-ih | 1720-ih | 1730-ih | 1740-ih | 1750-ih | ►
◄◄ | ◄ | 1720. | 1721. | 1722. | 1723. | 1724. | 1725. | 1726. | ► | ►►
Arhitektura • Astronomija • Biologija • Glazba • Kazalište • Kemija • Kiparstvo • Knjige • Književnost • Kršćanstvo • Medicina • Politika • Pravo • Promet • Slikarstvo • Znanost

## Rođenja
- Francesco Antonio Baldassare Uttini, talijanski skladatelj († 1795.)
- Štefan Küzmič slovenski pisac, prevoditelj i pastor († 1779.)
- 22. ožujka – Lovrenc Bogović hrvatski pisac iz Gradišća († 1789.)
- 16. srpnja – Joshua Reynolds, engleski slikar († 1792.)[1]

## Smrti
- 30. kolovoza – Antony van Leeuwenhoek, nizozemski trgovac i znanstvenik. (* 1632.)
- 1. rujna – Dimitrie Cantemir, moldavski knez i rumunjski znanstvenik i političar (* 1673.)

## Vanjske poveznice
|  | Zajednički poslužitelj ima još gradiva o temi 1723. |